# Calle del Sacramento
La calle del Sacramento es una vía pública de la ciudad española de Madrid, que une la plaza del Cordón con la calle Mayor. Discurre por el barrio de Palacio, en el distrito Centro.

## Historia

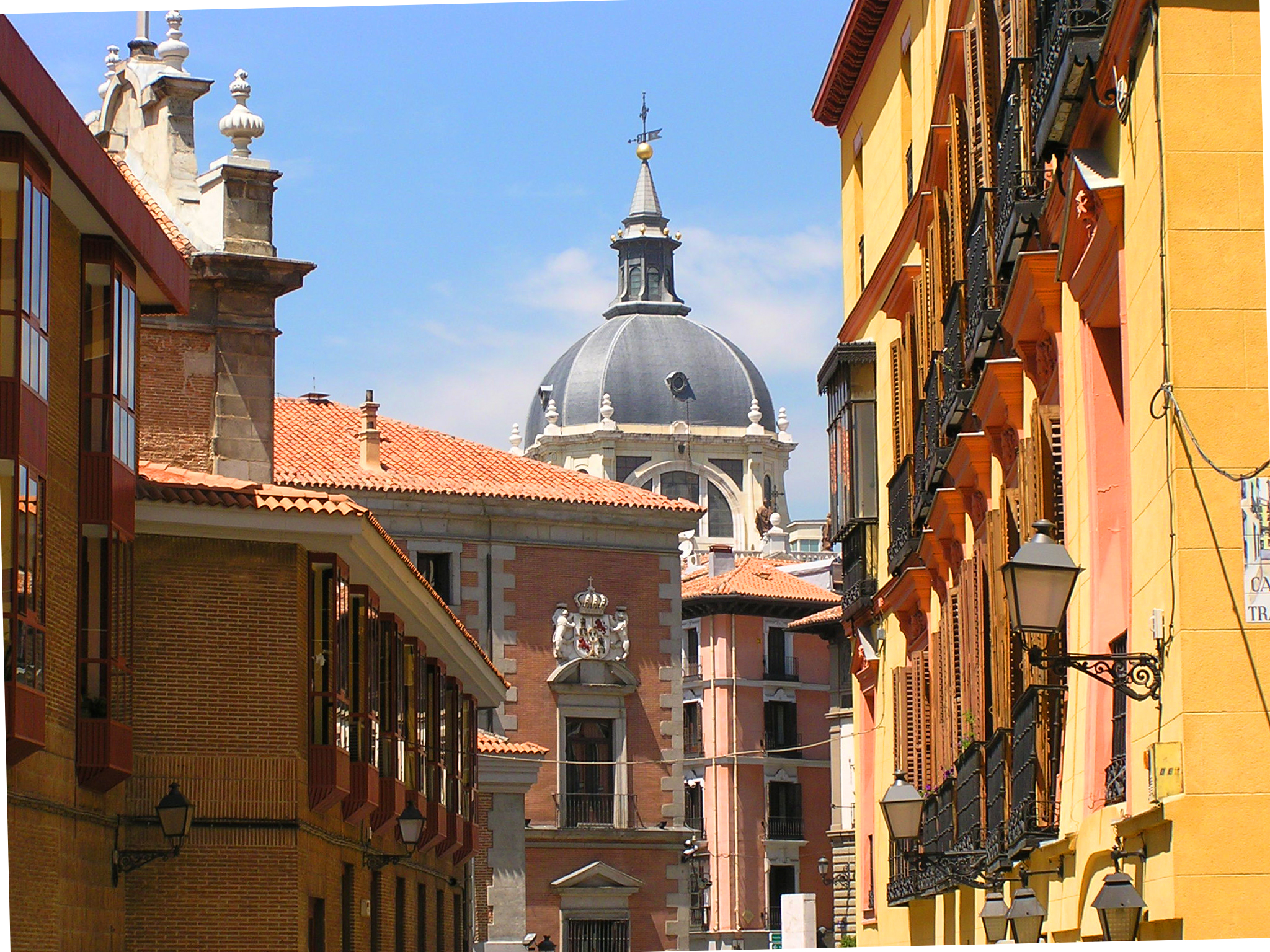
Vista de la calle a la altura de su cruce con la calle de la Traviesa. En segundo plano la cúpula de la catedral de la Almudena.

El decano cronista madrileño Ramón de Mesonero Romanos en sus paseos por El antiguo Madrid comenta que «esta calle, la primera y tal vez única del Madrid antiguo, que iba por terreno llano en una regular extensión, debió estar formada, en sus principios, por un caserío insignificante o de escasa importancia, que desapareció, sin dejar rastro alguno de su existencia, para dar lugar a otras construcciones más importantes, hechas en los siglos XVI y XVII, con destino a casas principales de algunas familias de la nobleza, y de ellas quedan aún en pie las de los Coallas, después de los marqueses de San Juan (que hoy posee el señor Marqués de Bélgida), con frente a Puerta Cerrada; la de Alfaro, número 1, manzana 178, al frente de la plazuela del Cordón, con los costados a la calle del mismo nombre y a la costanilla de San Justo, y la del señor Marqués de Revillagijedo, esquina a la misma plazoleta».
Aparece tanto en el plano de Texeira de 1656, por entonces con el nombre «de Santa María», como en el de Antonio Espinosa de los Monteros de 1769, ya con la denominación actual. En 1889 se conservaban antecedentes de construcciones particulares desde 1658. En el número 2 presenta fachada la casa de Cisneros. En el número 5 vivió Augusto Ulloa, donde murió el 26 de agosto de 1879. En los números 3 y 5 se levanta el palacio de O'Reilly (o de Lezcano).
Mesonero describe otros edificios religiosos y glosa la alcurnia de esta calle en estos párrafos:

La iglesia parroquial de San Justo (a la que se incorporó la de San Miguel, demolida en los principios de este siglo) es de antiquísima fundación; pero el templo actual es moderno y fue construido, en el pasado siglo, sobre el mismo sitio que ocupaba el antiguo, a expensas del infante D. Luis; siendo lástima que la estrechez de la calle en que está situado no permita la vista a su elegante fachada convexa, con dos torres laterales y de una considerable elevación. El otro templo que ennoblece esta calle, a su final, ya en la plazuela de los Consejos, es el del convento de monjas del Sacramento, fundado en los principios del siglo XVII, por la piedad y grandeza del duque de Uceda, D. Cristóbal Gómez de Sandoval, el mismo que construyó el suntuoso palacio de los Consejos; si bien el templo actual es más moderno, de mediados del siglo anterior, y de buena forma y proporciones. También cedió el mismo fundador al propio convento, y formaron parte de la fundación, las grandes casas contiguas, llamadas del Sacramento, hasta la esquina de la calle del Rollo. Por último, el palacio arzobispal, sito al otro extremo de la misma calle, a su salida a Puerta Cerrada, es un edificio también moderno, construido en el siglo pasado, durante los arzobispados de los señores infante D. Luis y Lorenzana.

Se ve, por lo dicho, que la expresada calle está compuesta exclusivamente de
templos, palacios o casas principales de la nobleza madrileña, y que ha llegado hasta nosotros con su aspecto severo y sus pretensiones heráldicas, sin que ni una sola tienda de comercio, símbolo de la animación y movimiento de la moderna villa, haya venido todavía a interrumpir aquel grave continente de sus fachadas austeras y monótonas. Su inmediación a la casa de los Consejos y Tribunales superiores, su apartamiento del bullicio mercantil y cortesano, y la espaciosidad y clásica distribución de aquellos vetustos caserones, les hicieron muy propios para albergar, después de la nobleza del siglo XVII, a la alta magistratura del siguiente y el actual; y muchos nombres, célebres en aquélla, y señalados en los fastos de nuestro foro, figuraron en la calle del Sacramento, tales como los Macanazes, Rodas, Tovares, Campomanes y otros muchos, hasta los últimos gobernadores de
Castilla, Martínez de Villela y Puig-Samper, que en ella vivieron y murieron.
Ramón de Mesonero Romanos (1861)

Del conjunto conventual de monjas bernardas citado por el cronista se conserva tan solo la iglesia del Sacramento, en el número 9, al término de la calle.

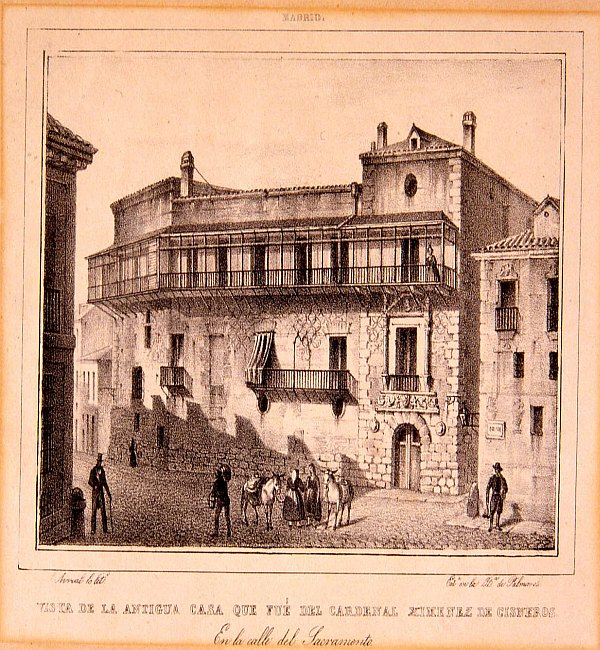
Fachada de la Casa de Cisneros
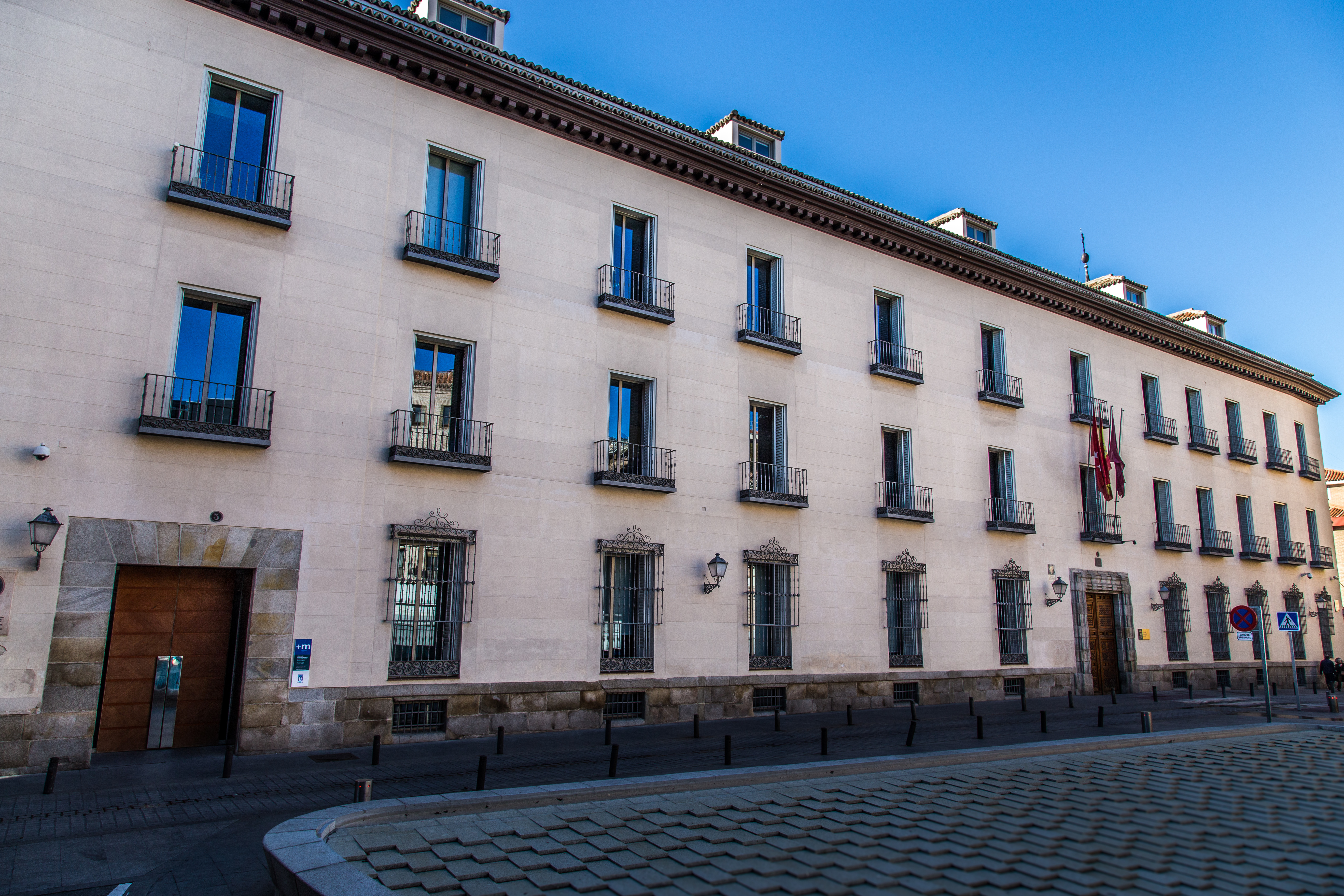
Palacio de O'Reilly
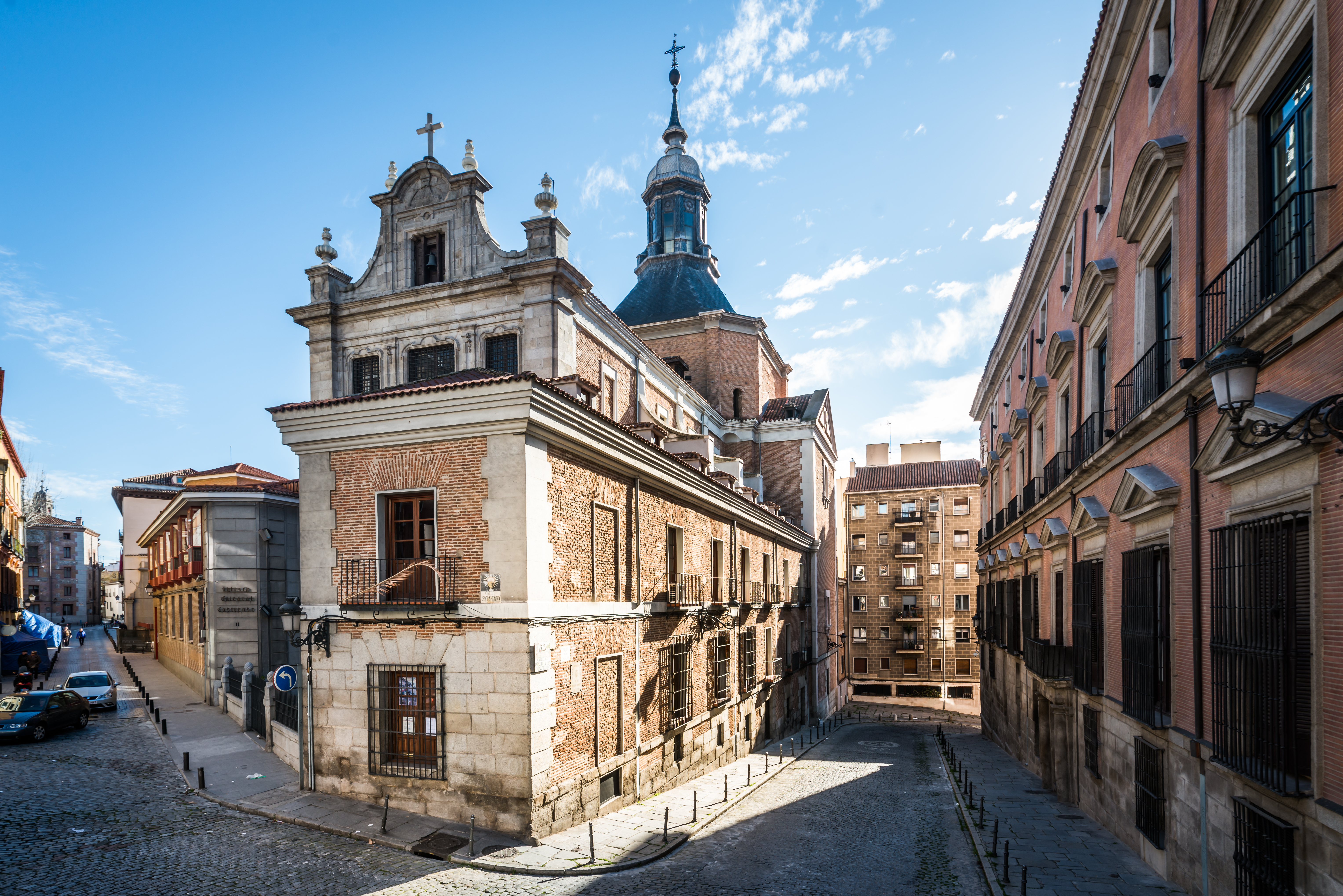
Esquina con el Pretil de los Consejos